# 愛知縣護國神社

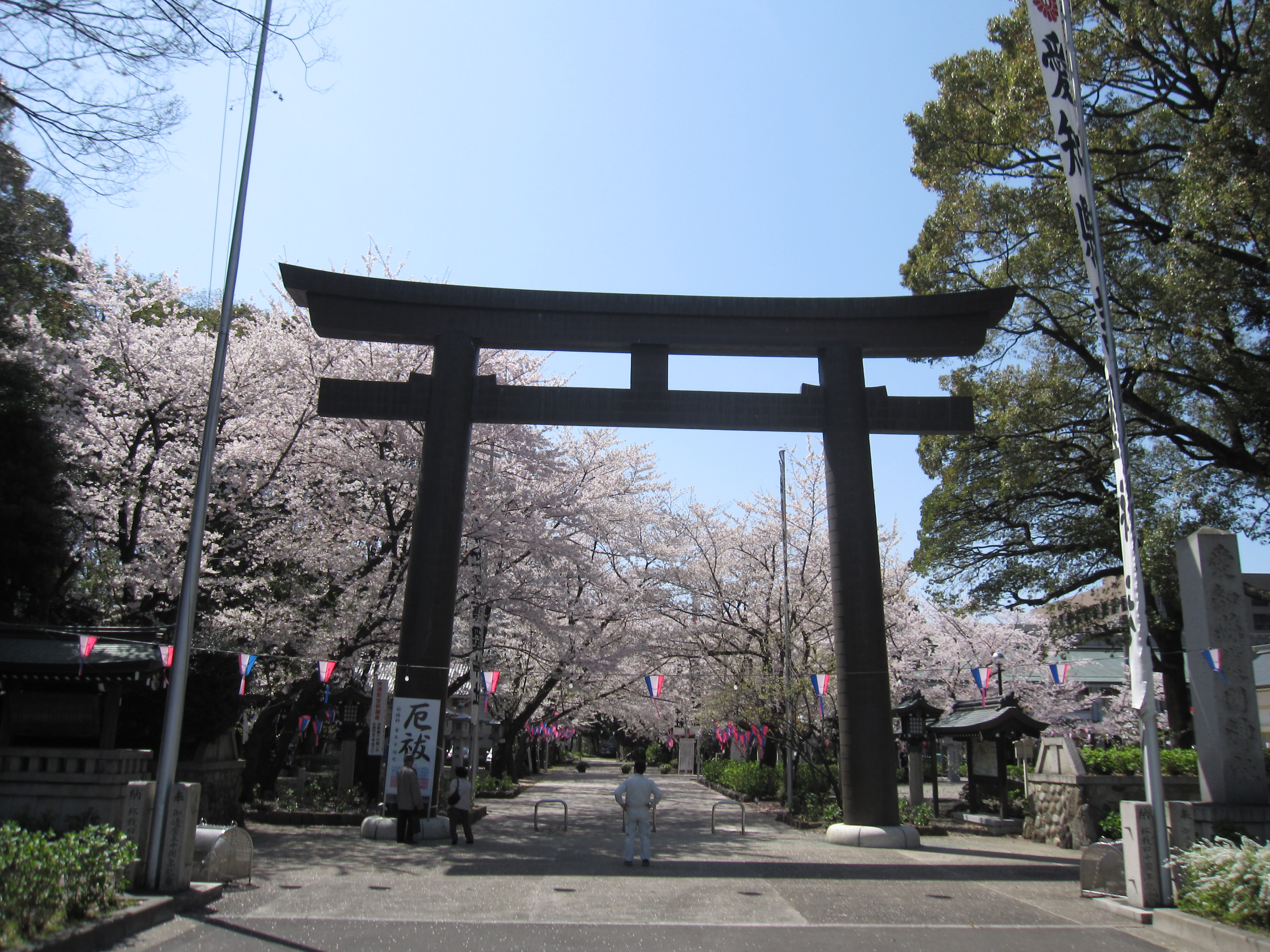
鳥居（2012年（平成24年）4月）

愛知縣護國神社（あいちけんごこくじんじゃ）は、愛知県名古屋市中区三の丸にある神社（護国神社）。現在は神社本庁の別表神社。戊辰戦争から第二次世界大戦までの愛知県関係の戦没者9万3千余柱を祀る。

## 歴史
1868年（明治元年）、尾張藩主徳川慶勝が戊辰戦争で戦死した藩士ら25人の霊を現在の愛知県名古屋市昭和区川名山に祀り、翌1869年（明治2年）5月に「旌忠社」として祠を建てたのに始まる。1875年（明治8年）に招魂社となり、1901年（明治34年）には官祭招魂社となった。
1918年（大正7年）、城北練兵場（現・名城公園北園内）に、更に1935年（昭和10年）に現在地に遷座する。1939年（昭和14年）、愛知縣護國神社に改称した。
太平洋戦争中の1945年（昭和20年）3月19日の名古屋大空襲で一切を焼失する。
戦後「愛知神社」に改称していたが、1955年（昭和30年）に元の社名に復した。神社本庁の別表神社に加列されている。

## 祭神
- 主祭神 - 愛知県ゆかりの御英霊9万3千余柱。

## 境内
- 霊殿
- 本殿 - 1958年（昭和33年）11月建立。
- 拝殿 - 1958年（昭和33年）11月建立。
- 舞殿 - 1998年（平成10年）3月建立。
- 神門 - 1998年（平成10年）3月建立。
- 廻廊 - 1998年（平成10年）3月建立。
- 社務所 - 1982年（昭和57年）10月建築。
- 殉職警察官之碑
- 殉職消防員之碑
- 昭和館
- 特攻勇士の像 - 2008年（平成20年）4月建立。
- 阿由知の桜碑（満州第二六〇三部隊）
- 献水像
- 歴代社司・宮司歌碑
- ニッポン号世界一周大飛行完成碑
- 昭和天皇御製碑（侍従長徳川義寛書）
- 昭和の森碑
- 輜重兵第三聯隊碑
- パラオ海軍部隊慰霊碑
- 戦艦大和記念碑
- 海軍飛行予備学生慰霊碑
- やすらぎの碑（独立輜重兵第五一大隊）
- 殉職勇士彰忠碑（輜重兵第三大隊）
- 慰霊やまぶきの碑（山砲兵第三八聯隊）
- 満州鞍山独立守備隊（第二中隊慰霊碑）
- 歩兵第二二八聯隊、同大隊慰霊碑
- 西南之役碑　三基（歩兵第六聯隊）
- 陸軍少年飛行兵慰霊碑
- 満州三〇三慰霊碑
- 満州開拓義勇軍慰霊碑
- 献身の碑（傷痍軍人、同妻）
- 哀些忠勇戦死碑（戊辰の役、尾張藩）
- 独立野砲兵第一一・二聯隊慰霊碑
- 丹心の碑（独立野砲兵一四大隊）
- 心の塔（第三一師団衛生隊）
- 日露戦役碑
- 日清戦役碑（遼東半島より移建碑）